# Anolis tolimensis
Anolis tolimensis (толімський аноліс) — вид ігуаноподібних ящірок родини анолісових (Dactyloidae). Ендемік Колумбії.

## Поширення і екологія
Толімські аноліси мешкають в горах Центрального і Східного хребтів Колумбійських Анд. Вони живуть в гірських тропічних лісах і садах, в заростях на висоті до 2 м над землею. Зустрічаються на висоті від 1000 до 2300 м над рівнем моря.